# 藤原佐世
藤原佐世（日语：／，承和14年（847年） - 昌泰元年旧曆10月27日（898年11月14日）），是日本平安時代前期的貴族、学者。藤原式家中納言藤原種繼的曾孫。刑部卿藤原山人之孫。民部大輔藤原菅雄之子。官位為從四位下右大辨。

## 編書
- 《日本國見在書目錄》
- 《古今集註孝經》

## 家庭
- 父：藤原菅雄
- 母：伴氏
- 妻：藤原忠岳之女
  - 子：藤原文貞（866-927）
- 妻：從四位下住蔭之女
  - 子：藤原文材
- 妻：菅原道真之女
  - 子：藤原文行

## 脚注
1. ↑  《尊卑分脈》